# Волканик

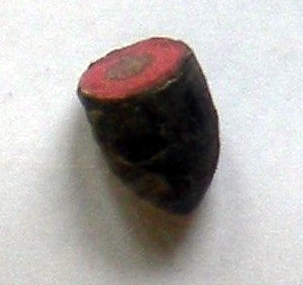
Early Volcanic cartridge cal .41

Волканик (Вулканик) — неавтоматический многозарядный пистолет системы Вессона. Один из первых пистолетов такого рода. В целом, оказался неудачным из-за довольно маломощных патронов особой конструкции, несмотря на высокую для своего времени скорострельность. 
Для перезарядки пистолета Вулканик стрелок должен был нажать на специальный рычаг, сжать вверх до упора пружину подавателя, повернуть переднюю часть ствола вокруг своей оси, и, открыв доступ к трубчатому подствольному магазину, класть в него патроны по одному до заполнения магазина (8 или 10 патронов, в зависимости от длины подствольного магазина и, собственно, ствола пистолета). 
Этот пистолет с небольшими изменениями был патентован 14 февраля 1854 года, изготовлен и выпущен в продажу фирмой «Волканик» (клеймо: «Volcanic Repeating Fnns Co» в городе New Haven, Conn, U.S.A.). 
В пистолете Вулканик использовались патроны особой конструкции: порох и капсюль помещались непосредственно в полость самой конической пули. Но навеска пороха, которую можно было уместить в полости пули, была весьма мала - всего 0,42 грамма дымного пороха в патрон .38 калибра, поэтому он оказался весьма маломощным. Из-за этого уже в 1856 году Смит и Вессон продали дело и начали производить свои знаменитые револьверы.

## Интересные факты
- Б. Генри вдохновлялся именно этой моделью для создания своих винтовок, приспособив для них трубчатый магазин и рычажный затвор. При этом увеличился магазин за счёт его большей длины, а затвор получил несколько иную форму.

## Галерея

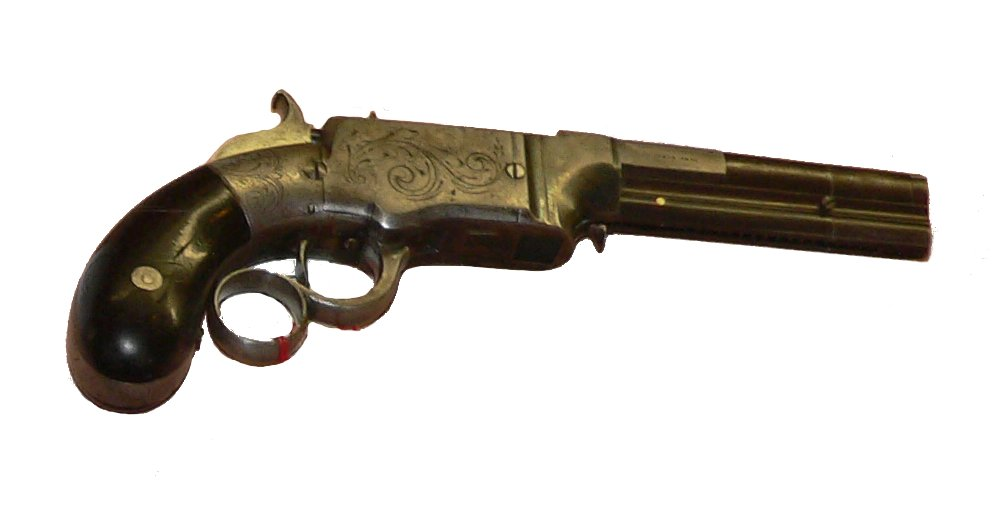
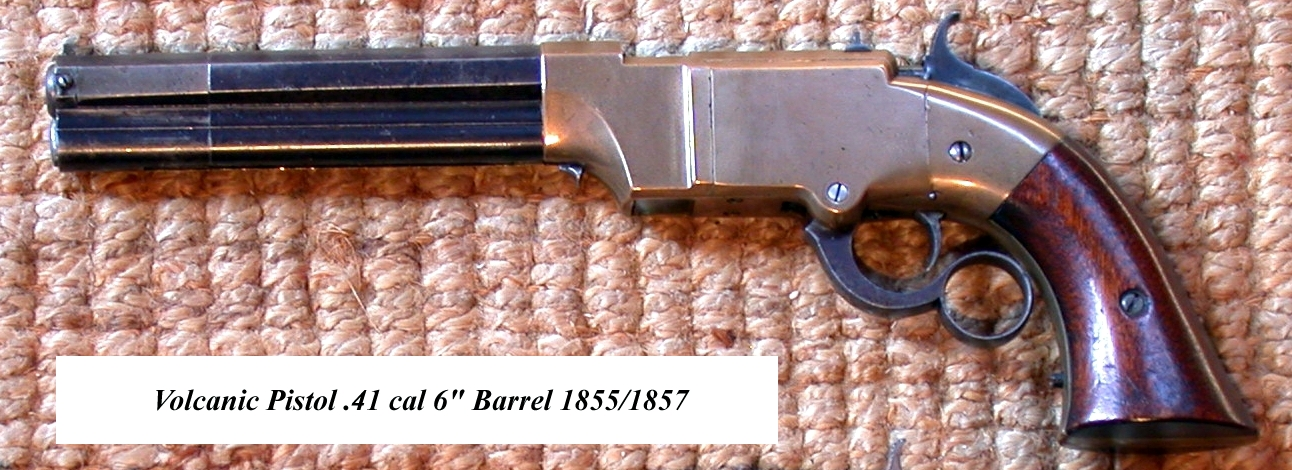